# Teologia de la mediació
La teologia de la mediació (en alemany: Vermittlungstheologie) va ser una tendència de la teologia protestant alemanya de mitjan segle xix, que va tractar d'harmonitzar el dogma religiós amb l'esperit de la ciència moderna. El fundador de la teologia de la mediació va ser Friedrich Schleiermacher. L'origen d'aquesta tendència s'associa amb l'aparició l'any 1827, de la revista «L'estudi de la teologia i la crítica» (Theologischen Studien und Kritiken), unint els seguidors espirituals d'Schleiermacher. L'escola de teòlegs de la direcció mediadora es trobava entre la teologia eclesiàstica i la racional i tractava de conciliar l'església amb el racionalisme.
Els més grans representants d'aquesta teologia van ser Karl Immanuel Nitzsch (1787-1868) i Isaac August Dorner .